# Detective Club (igra)
Detective Club je društvena igra asocijacija i skrivenih uloga za 4 do 8 igrača.
Igra koristi velike karte sa apstraktnim ilustracijama koje se koriste kao alat u davanju asocijacija.
U svakoj rundi jedan od igrača će predstavljati "Zaverenika", koji će na slepo morati da pogodi zadatu asocijaciju na početku runde. Zaverenik će morati da se koristi dedukcijom i dobrim čitanjem ostalih igrača, kako bi se neopaženo provukao kroz rundu i osvojio poene. Ostali igrači su u ulozi detektiva i pokušavaju da otkriju pravi identitet zaverenika.
Ilustrovane kartice za ovu igru su u potpunosti kompatibilne sa popularnom igrom Dixit pa se one mogu kombinovati i mešati tako da obe igre dobijaju dodatno na sadržaju.

## Spoljašnje veze
BoardGameGeek